# Liliana Allen
Liliana Allen (Cuba, 24 de marzo de 1970) es una atleta cubana retirada especializada en la prueba de 60 m, en la que consiguió ser medallista de bronce mundial en pista cubierta en 1991.

## Carrera deportiva
En el Campeonato Mundial de Atletismo en Pista Cubierta de 1991 ganó la medalla de bronce en los 60 metros, con un tiempo de 7.12 segundos que fue récord nacional cubano, tras la soviética Irina Sergeyeva y la jamaicana Merlene Ottey.